# William Wrigley junior

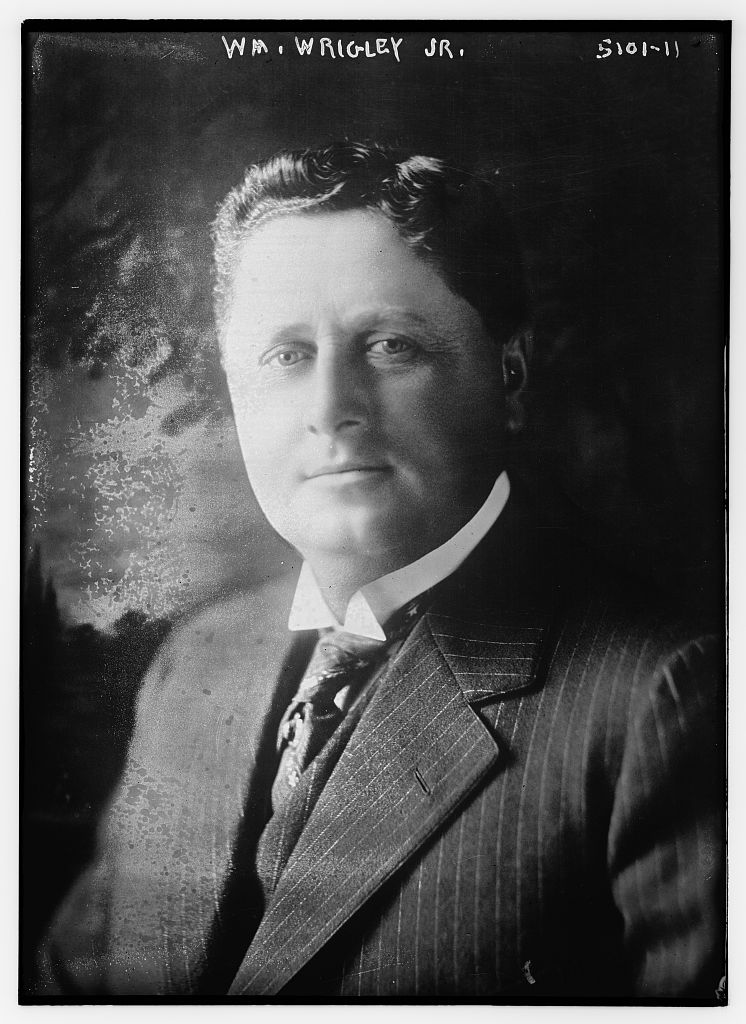
William Wrigley Jr.

William Wrigley Jr. (* 30. September 1861 in Philadelphia; † 26. Januar 1932 in Phoenix, Arizona) war ein US-amerikanischer Kaugummihersteller.
Wrigley übernahm von seinem Vater eine Seifenfirma und gründete 1891 die berühmte Wrigley Jr. Company. Durch Zufall entdeckte er die Kaugummiproduktion, in die er 1893 einstieg. Er hatte die Idee, jeder Seifenpackung ein Päckchen Backpulver beizulegen. Dies war sehr erfolgreich, so dass er auch ins Backpulvergeschäft einstieg und dort wiederum Kaugummi beilegte. Wiederum war die Beilage ein großer Erfolg, und Wrigley entschloss sich, ins Kaugummigeschäft zu wechseln.
Wrigley zeichnete sich durch kreative Werbemethoden aus. 1915 verschickte die Firma an jeden, der in den Vereinigten Staaten im Telefonbuch stand, vier Streifen Kaugummi. Insgesamt wurden so 1,5 Millionen Menschen mit diesen kostenlosen Produktproben beliefert. Vier Jahre später wiederholte er die Aktion – zu diesem Zeitpunkt gab es schon mehr als 7 Millionen Telefonbesitzer, und es wurden dementsprechend viele Produktproben verschickt.
1920 legte er in Chicago, Illinois, den Grundstein zu der neuen Unternehmenszentrale, dem Wrigley Building, das später ein Wahrzeichen der Stadt wurde.